# سحر العيون (فلم)
سحر العيون فيلم مصري من إنتاج عام 2002، بطولة عامر منيب وحلا شيحة ونيللي كريم ومحمد لطفي وحسن حسني ومن إنتاج مي مسحال (شركة دانا فيلم) وإخراج فخر الدين نجيدة.

## قصة الفيلم
تدور أحداث الفيلم في إطار كوميدي خيالي حول تأثير الدجل والشعوذة في حياة مخرج إعلانات وتأثيره على علاقته الخاصة وعمله، وذلك من خلال الفتاة كابر التي تعشق المكوجي بخة والفتاة ساسو التي تعشق كريم مخرج الإعلانات، ويلجآن إلى السحر للإيقاع بحبيبيهما، ولكن ينعكس فعل السحر لتقع كابر في غرام كريم وتقع ساسو في غرام بخة وتتوالى المواقف الطريفة.

## بطولة
- عامر منيب
- حلا شيحة
- نيللي كريم
- محمد لطفي
- حسن حسني
- سامي العدل
- سوسن بدر
- ريهام عبد الغفور
- أشرف مصيلحي
- انتصار
- صفاء جلال
- علاء زينهم

## فريق العمل
- إخراج: فخر الدين نجيدة
- سيناريو وحوار: نهى العمروسي
- إنتاج: شركة دانا فيلم (مي مسحال)
- توزيع: الإخوة المتحدين للسينما
- مونتاج: داليا هلال
- موسيقى: عمرو أبو ذكري
- مدير التصوير: محمد شفيق

## وصلات خارجية
- مقالات تستعمل روابط فنية بلا صلة مع ويكي بيانات
- صفحة الفيلم في قاعدة بيانات الأفلام العربية